# Na západní frontě klid (film, 1930)
Na západní frontě klid (anglicky All Quiet on the Western Front) je americký válečný film natočený režisérem Lewisem Milestonem v roce 1930 dle stejnojmenného válečného románu Ericha Maria Remarqua. Děj se odehrává během první světové války, ve které skupina mladých německých branců prožívá krutost bojů na západní frontě. Snímek byl oceněn Oscarem za nejlepší film a režisér Lewis Milestone díky filmu zároveň získal Oscara za nejlepší režii.